# Santa Comba de Vilariça
Santa Comba de Vilariça es una freguesia portuguesa del municipio de Vila Flor, con 11,83 km² de superficie y 473 habitantes (2001). Su densidad de población es de 40,0 hab/km².